# Giovanni Bonini
Giovanni Bonini (5 settembre 1986) è un ex calciatore sammarinese, di ruolo centrocampista.

## Palmarès

### Club

#### Competizioni nazionali
- Campionato sammarinese: 2

Tre Penne: 2011-2012, 2012-2013
- Trofeo Federale: 1

Tre Penne: 2013